# Mélange piranha
 (février 2022).
Si vous disposez d'ouvrages ou d'articles de référence ou si vous connaissez des sites web de qualité traitant du thème abordé ici, merci de compléter l'article en donnant les références utiles à sa vérifiabilité et en les liant à la section « Notes et références ».

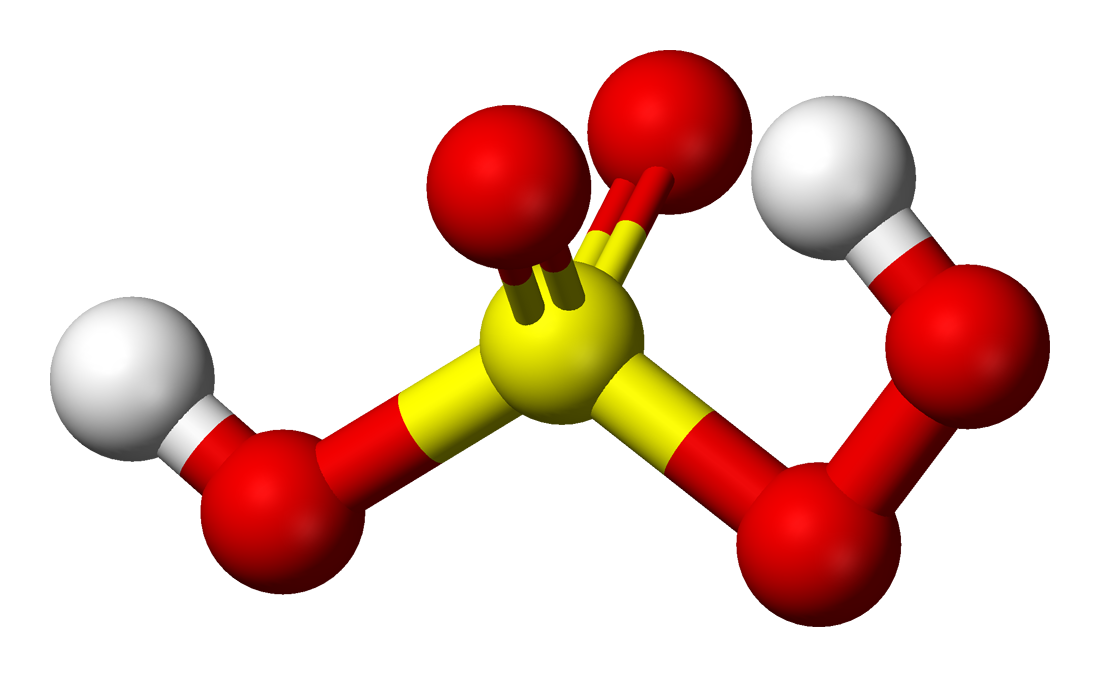
Représentation dans l'espace de la molécule du mélange piranha composé d'un atome de soufre, de 5 atomes d'oxygène et de deux atomes d'hygrogène

Le mélange piranha est un mélange de concentration variable d'acide sulfurique H2SO4 et de peroxyde d'hydrogène H2O2. Celui-ci sert à produire l'« acide de Caro » ou acide peroxymonosulfurique H2SO5 selon la réaction suivante :
H2SO4 + H2O2 → H2SO5 + H2O.
Le mélange piranha est une solution acide très oxydante et corrosive. Il sert à éliminer les résidus organiques les plus récalcitrants sur divers substrats, notamment sur le silicium des galettes de semi-conducteurs. C'est le seul système aqueux connu capable de dissoudre le carbone élémentaire (graphite et diamant) en l'oxydant irréversiblement en CO2.

## Préparation
Les proportions d'acide sulfurique et de peroxyde d'hydrogène (appelé eau oxygénée en solution aqueuse) du mélange piranha ne sont pas fixées. Si, en laboratoire, il est courant de verser un volume de peroxyde d'hydrogène pour trois volumes d'acide sulfurique, on peut également préparer des mélanges à 1:4, 1:5 ou 1:7.
Contrairement aux pratiques habituelles en présence d'acide sulfurique, on prépare le mélange piranha en versant le peroxyde d'hydrogène dans l'acide sulfurique sous hotte avec protections. La réaction est exothermique et le mélange se met souvent à bouillir pendant plusieurs minutes. Il se forme de l'acide peroxysulfurique, un oxydant fort.

## Stockage
L'acide de Caro et le peroxyde d'hydrogène étant peu stables, le mélange piranha n'est efficace que dans les heures ou les premiers jours suivant sa préparation. Il n'est donc pas stocké ni utilisé longtemps après avoir été produit. Dans l'industrie, il est fabriqué directement sur site juste avant utilisation, sans transport ni stockage prolongé.

## Substitut basique et neutralisation
Il est aussi possible de remplacer l'acide sulfurique par de l'hydroxyde d'ammonium NH4OH (ammoniaque) accélérant la décomposition de l'eau oxygénée à cause de son pH élevé (environ 11,5).
Mais l'usage de ce mélange en tant que puissant produit de nettoyage (également corrosif et toxique) est très différent, parfois complémentaire selon les types de dépôts organiques à éliminer. Ce mélange alternatif n'est pas adapté non plus à tous les types de matériaux à nettoyer (mais il évite l'oxydation des métaux et peut convenir au nettoyage des fours et récipients de cuisson pour éliminer les dépôts organiques, avec ensuite un rinçage obligatoire).
Il ne peut pas évidemment pas être employé simultanément avec le mélange piranha (avec lequel il réagirait très vivement de façon exothermique, en émettant une quantité importante de gaz toxiques), sauf pour neutraliser le mélange piranha résiduel.
Le mélange piranha est surtout utilisé pour nettoyer les traces sur les surfaces vitrées de récipients, mais ne convient pas pour éliminer les couches importantes de résidus (qui doivent être retirés autant que possible de façon mécanique avec un trempage à chaud). Cependant il rend ces surfaces très hydrophiles. La neutralisation du mélange piranha résiduel des surfaces nettoyées se fait de préférence après rinçage, dans une solution de base forte (de l'ammoniaque avec au moins cinq fois le volume de glace d'eau, et sinon une solution de potasse caustique ou hydroxyde de potassium KOH), jusqu'à obtention du pH neutre, suivi d'un nouveau rinçage de la surface nettoyée.
Les résidus et liquides de nettoyage et de rinçage ne doivent pas être jetés dans les eaux usées et ordures ménagères, ni rejetés dans la nature, notamment si les dépôts retirés contenaient des métaux régulés (arsenic, barium, cadmium, chrome, cuivre, plomb, mercure, nickel, argent ou zinc), des matières radioactives ou d'autres produits toxiques. Il est préférable de les stocker sans neutralisation préalable dans des récipients fermés adaptés et étiquetés, pour les confier à des filières spécialisées de recyclage.